# Supercoppa italiana 2012 (hockey su pista)
La Supercoppa italiana 2012 è stata l'8ª edizione dell'omonima competizione italiana di hockey su pista. Il torneo ha avuto luogo presso il Palalido di Valdagno il 13 ottobre 2012.
Il trofeo è stato conquistato dal Marzotto Valdagno per la terza volta nella sua storia.

## Squadre partecipanti
| Club              | Qualificazione               | Partecipazioni precedenti (il grassetto indica la vittoria) |
| ----------------- | ---------------------------- | ----------------------------------------------------------- |
| Marzotto Valdagno | Vincitore della Serie A1     | 2010, 2011                                                  |
| Amatori Lodi      | Vincitore della Coppa Italia | 2008                                                        |

## Risultati
| Valdagno 13 ottobre 2012                                                                                 | Marzotto Valdagno | 4 – 2                | Amatori Lodi | Palalido |
| \| \| \| \| \| C. Nicolía ?'??" P. Gil Gómez ?'??" D. Rigo ?'??" \| Marcatori \| ?'??" ?'??" S. Festa \| |                   |                      |              |          |
| |                   |                      |              |          |
| C. Nicolía ?'??" P. Gil Gómez ?'??" D. Rigo ?'??"                                                        | Marcatori         | ?'??" ?'??" S. Festa |              |          |

| Marzotto Valdagno |   |                 |
|                   |   |                 |
| E                 | ? | Pedro Gil Gómez |
| P                 | ? | Riccardo Gnata  |
| E                 | ? | Diego Nicoletti |
| E                 | ? | Carlos Nicolía  |
| E                 | ? | Sérgio Silva    |
| E                 | ? | Mattia Cocco    |
| E                 | ? | Davide Piroli   |
| E                 | ? | Pietro Pranovi  |
| E                 | ? | Eddy Randon     |
| E                 | ? | Dario Rigo      |
| Allenatore:       |   |                 |
| Franco Vanzo      |   |                 |

| Amatori Lodi  |    |                     |
|               |    |                     |
| E             | 3  | Mariano Velázquez   |
| E             | 5  | Domenico Illuzzi    |
| E             | 7  | Matías Platero      |
| E             | 8  | Massimo Tataranni   |
| P             | 30 | Alberto Losi        |
| E             | 2  | Pierluigi Bresciani |
| E             | 4  | João Pinto          |
| E             | 6  | Marco Motaran       |
| E             | 9  | Sergio Festa        |
| Allenatore:   |    |                     |
| Pino Marzella |    |                     |